# The Sims 3: Kvällsnöjen
The Sims 3: Kvällsnöjen är det tredje expansionspaket för  The Sims 3. Det är mycket som påminner om expansionspaketet The Sims 2: Nattliv. I den här expansionen kommer det med ett nytt centrum och tätort, tillsammans med nya objekt och instrument, till exempel ett piano, keyboard, ett trumset och en kontrabas. De flesta av dessa instrument var med i ännu ett expansionspaket som släpptes till The Sims 2 känd som The Sims 2: Studentliv. Större tillägg som kommer att omfatta nattklubbar, barer, karriär, nya färdigheter och egenskaper. I The Sims 3: Kvällsnöjen kommer det också att finnas lägenheter som också funnits med i The Sims 2: Livet i lägenhet. En ny övernaturlig varelse, Vampyrer kommer att återinföras i spelet, Som också har funnits med i The Sims 2: Nattliv.